# Classe Scorpène

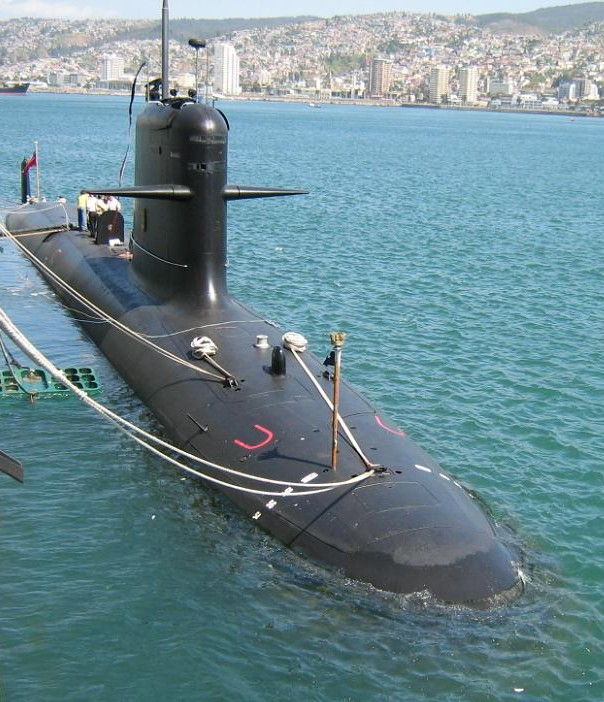
Il General Carrera cileno

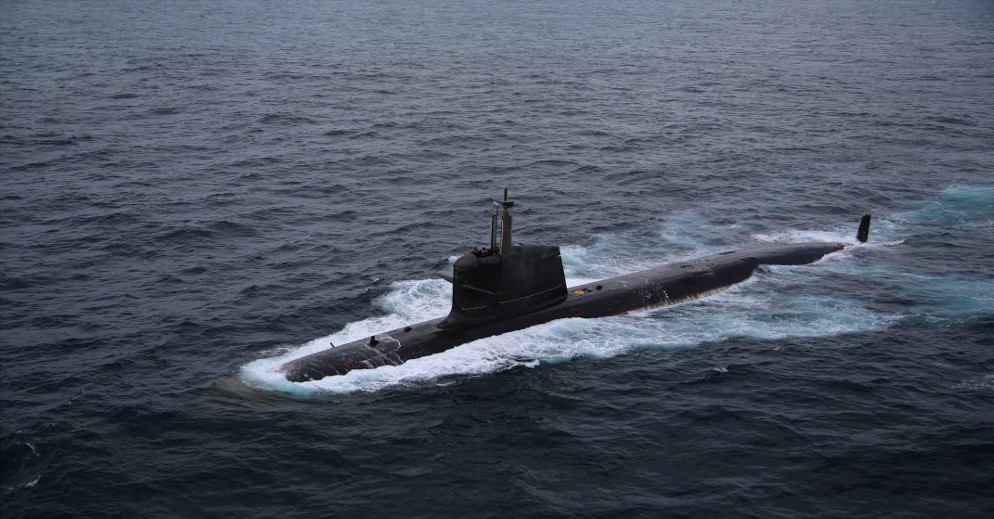
L'INS Kalvari indiano

La classe Scorpène è l'ultima delle realizzazioni francesi tra i sottomarini convenzionali d'attacco (SSK) progettati da DCNS in collaborazione con i cantieri spagnoli di Navantia. La classe Scorpène è una famiglia che comprende due modelli differenti: Scorpène 2000 (ex Scorpène) e Scorpène 1000 (ex Andrasta, ex SMX-23), ed è disponibile sia in versione con propulsione convenzionale diesel-elettrica sia con propulsione AIP MESMA (Module d'Energie Sous Marin Autonome).

## Descrizione
La famiglia Scorpène è composta da più tipi di sottomarini:
- lo Scorpène 1000 (ex Andrasta), adatto alle acque litorali (da 52 m e 930 t di dislocamento in immersione) ;
- lo Scorpène 2000 CA-2000, adatto alle acque litorali e dotato del sistema AIP MESMA come sistema di propulsione principale;
- lo Scorpène 2000 CM-2000, sottomarino multi-missione;
- lo Scorpène 2000 AM-2000, dotato del sistema AIP MESMA come sistema di propulsione secondario;
- lo Scorpène 2000 SBR, sottomarino multi-missione più grande ordinato dal Brasile;

## Ordini
Si tratta di una delle più moderne unità da combattimento subacquee, ed è prodotta essenzialmente per l'export, con vari ordini.

- Il primo ordine fu da parte del Cile che ha ordinato 2 sottomarini nel 1997, che sono stati costruiti a Cherbourg (Francia) e Cartagena (Spagna), sono entrati in servizio nell'Armada de Chile nel 2003 e nel 2004.
- Il secondo ordine fu da parte della Malaysia che ha ordinato 2 sottomarini nel 2002, che sono stati costruiti a Cherbourg (Francia) e Cartagena (Spagna), sono entrati in servizio nella Tentera Laut Diraja Malaysia nel 2009.
- Nel 2005, l'India ha ordinato 6 sottomarini derivati dalla classe Scorpène, che saranno costruiti su licenza a Mumbai (India) con trasferimento di tecnologia e che costituiscono la classe Kalvari.
- Nel 2008, il Brasile ha ordinato 4 sottomarini derivati dalla classe Scorpène, che saranno costruiti su licenza a Itaguaí (Brasile) con trasferimento di tecnologia e che hanno un nuovo design (SBR) e sono un poco più grandi.[1]

## Unità
| Pennant                      | Nome                  | Impostato        | Varato               | In servizio          |
| Armada de Chile              | Armada de Chile       | Armada de Chile  | Armada de Chile      | Armada de Chile      |
| ---------------------------- | --------------------- | ---------------- | -------------------- | -------------------- |
| SS-23                        | General O'Higgins     | 18 novembre 1999 | 1º novembre 2003     | 8 settembre 2005     |
| SS-22                        | General Carrera       | novembre 2000    | 24 novembre 2004     | 20 luglio 2006       |
| Tentera Laut Diraja Malaysia |                       |                  |                      |                      |
|                              | KD Tunku Abdul Rahman | 25 aprile 2004   | 23 ottobre 2007      | gennaio 2009         |
|                              | KD Tun Abdul Razak    | 25 aprile 2005   | ottobre 2008         | dicembre 2009        |
| Indian Navy – classe Kalvari |                       |                  |                      |                      |
| S21                          | INS Kalvari           | 1º aprile 2009   | 6 aprile 2015        | 14 dicembre 2017     |
| S                            | INS Khanderi          | ottobre 2011     | 12 gennaio 2017      | 28 settembre 2019    |
| S                            | INS Karanj            | dicembre 2012    | 31 gennaio 2018      | 10 marzo 2021        |
| S                            | INS Vela              |                  | 6 maggio 2019        | previsto per il 2022 |
| S                            | INS Vagir             |                  | 12 novembre 2020     | previsto per il 2022 |
| S                            | INS Vagsheer          |                  | previsto per il 2021 | previsto per il 2023 |
| Marinha do Brasil            |                       |                  |                      |                      |
| S40                          | S Riachuelo           | 27 maggio 2010   | 14 dicembre 2018     | previsto per il 2021 |
| S41                          | S Humaitá             | 9 settembre 2013 | 11 dicembre 2020     |                      |
| S42                          | S Tonelero            | 2017             | previsto per il 2021 |                      |
| S43                          | S Angostura           | 2018             | previsto per il 2022 |                      |